# Route des Forts
 (juin 2025).
Si vous disposez d'ouvrages ou d'articles de référence ou si vous connaissez des sites web de qualité traitant du thème abordé ici, merci de compléter l'article en donnant les références utiles à sa vérifiabilité et en les liant à la section « Notes et références ».
La Route des Forts est une route historique et touristique située en montagne à la limite des départements des Vosges et de la Haute-Saône.

## Situation
La Route des Forts débute à Remiremont pour se terminer au ballon de Servance, en passant par le col du Mont de Fourche et le col des Croix, les deux grands passages naturels reliant la Franche-Comté et la Lorraine.
On lui adjoint également généralement la route forestière de Charate à Remiremont ainsi que celle montant au ballon de Servance (D16). Au total la route fait 43 kilomètres de long.
La route suit les hauteurs dominant la haute Moselle, à une altitude comprise généralement entre 600 et 800 mètres d'altitude, le point culminant (hors ballon de Servance, col à 1 158 mètres d'altitude) se situant au niveau du Bambois à 818 mètres d'altitude, au-dessus du Fort de Rupt (belle vue sur les vallées du haut Breuchin). La Route des Forts est également la route de la ligne de partage des eaux, entre bassin des affluents du Rhône (Combeauté, Breuchin, Ognon) et bassin du Rhin (Moselle).
Si la première partie de la route s'effectue dans les Vosges en partant de Remiremont, la route rentre vite en Franche-Comté entre le Girmont-Val-d'Ajol et Rupt-sur-Moselle. Elle traverse la limite de la Haute-Saône au nord de la pointe du département située à l'est de Rupt-sur-Moselle. Elle va ensuite demeurer quasi exclusivement en Haute-Saône.
On considère souvent cette route comme une limite entre la Lorraine au nord-est et Franche-Comté au sud.
La limite régionale, très peu bornée et entretenue dans ce secteur diffère en réalité légèrement du cours de la route qui effectue souvent de légers détours de part et d'autre, mais surtout du côté franc-comtois.
La route, qui porte le numéro D57, à la fois dans les Vosges et en Haute-Saône, est en relativement bon état même si elle est par endroits abîmée ; elle est peu large avec un faible marquage. La route est localement importante car elle dessert de multiples autres petites routes sur les deux versants de la crête.

## Histoire
Cette route doit son nom aux quatre forts du système système Séré de Rivières qu'elle relie, successivement le fort du Parmont, le fort de Rupt, le fort de Château-Lambert et le fort du Ballon de Servance (en ajoutant la batterie de la Beuille).
Ces forts d'arrêt construits entre 1874 et 1879 étaient destinés à couvrir la vallée de la Haute Moselle entre les places d'Épinal au nord et de Belfort au sud à la suite de la défaite de la guerre de 1870 et la perte de l'Alsace-Lorraine en 1871 au traité de Francfort (voir : Rideau de la Haute Moselle).
Cette route a ainsi joué un rôle stratégique très important, dans le sens où elle était destinée à assurer l'approvisionnement des forts depuis les vallées saônoises, la communication entre eux derrière la ligne de crête. En cas de forçage du col de Bussang par l'Empire allemand et l'invasion de la haute Moselle, la Route des Forts permettait de relier le fort de Rupt au ballon de Servance et à Belfort en toute sécurité en faisant figure de ligne de défense.
Son origine est néanmoins antérieure, c'est une ancienne route stratégique qui servait jadis de frontière provinciale, une frontière elle-même très ancienne. De nombreux chemins anciens, empierrés ou non la rejoignent tant du côté franc-comtois que du côté lorrain.
La zone traversée par la route s'est largement dépeuplée aux XIXe et XXe siècles du fait de l'industrialisation des vallées qui a conduit à la disparition de l'habitat et du mode de vie montagnard qui était basé sur le pastoralisme. Ceci explique la présence de nombreuses ruines et de villages très peu peuplés du côté franc-comtois (moins de 40 habitants à La Montagne).

## Tourisme
C'est aujourd'hui une route de moyenne montagne agréable qui peut être parcourue en voiture ou à vélo. Elle complète un petit réseau de chemins balisés, surtout le GR7 qui la suit. La Route des Forts offre des points de vue intéressants sur la vallée de la Moselle (la Beuille) et les hautes vallées saônoises. Le cadre est la plupart du temps sauvage et forestier, surtout des forêts de résineux. La route est assez peu fréquentée du fait de la faible densité de population et également du fait qu'elle ne constitue pas un itinéraire de première importance. La montée du Ballon de Servance est particulièrement agréable, avec sa route en corniches et ses points de vue.
On peut rejoindre depuis la route des Forts : la vallée d'Hérival et son prieuré, Girmont-Val-d'Ajol et la cascade du Géhard, le point de vue de la Beuille, la chapelle de Beauregard, le col du Mont de Fourche, le plateau des Mille Étangs et la chaume du Ballon de Servance.
La route est fermée en hiver sur certaines portions où les hauteurs de neige peuvent être conséquentes.